# Avstympat parti

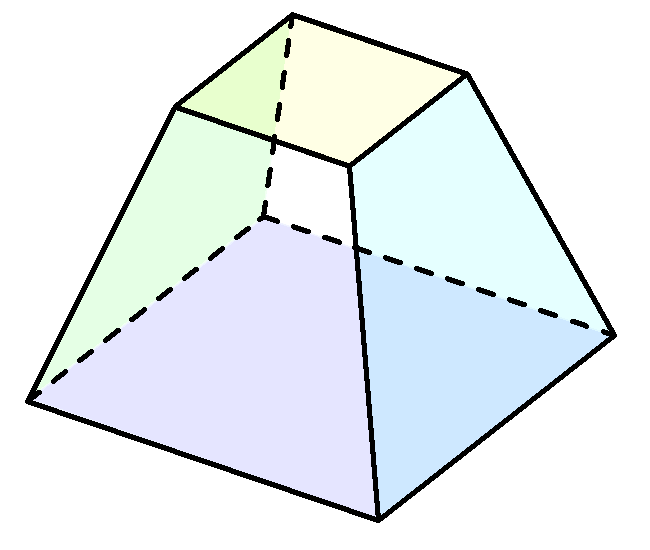
En pyramid med avhuggen topp kan anses vara ett avstympat parti.

Ett avstympat parti är den del av ett solitt geometriskt objekt som uppstår när objektet skärs av ett eller flera plan. Av speciellt intresse är det när objektet är en kon, detta kallas kägelsnitt.